# Uladzimir Matskevitj

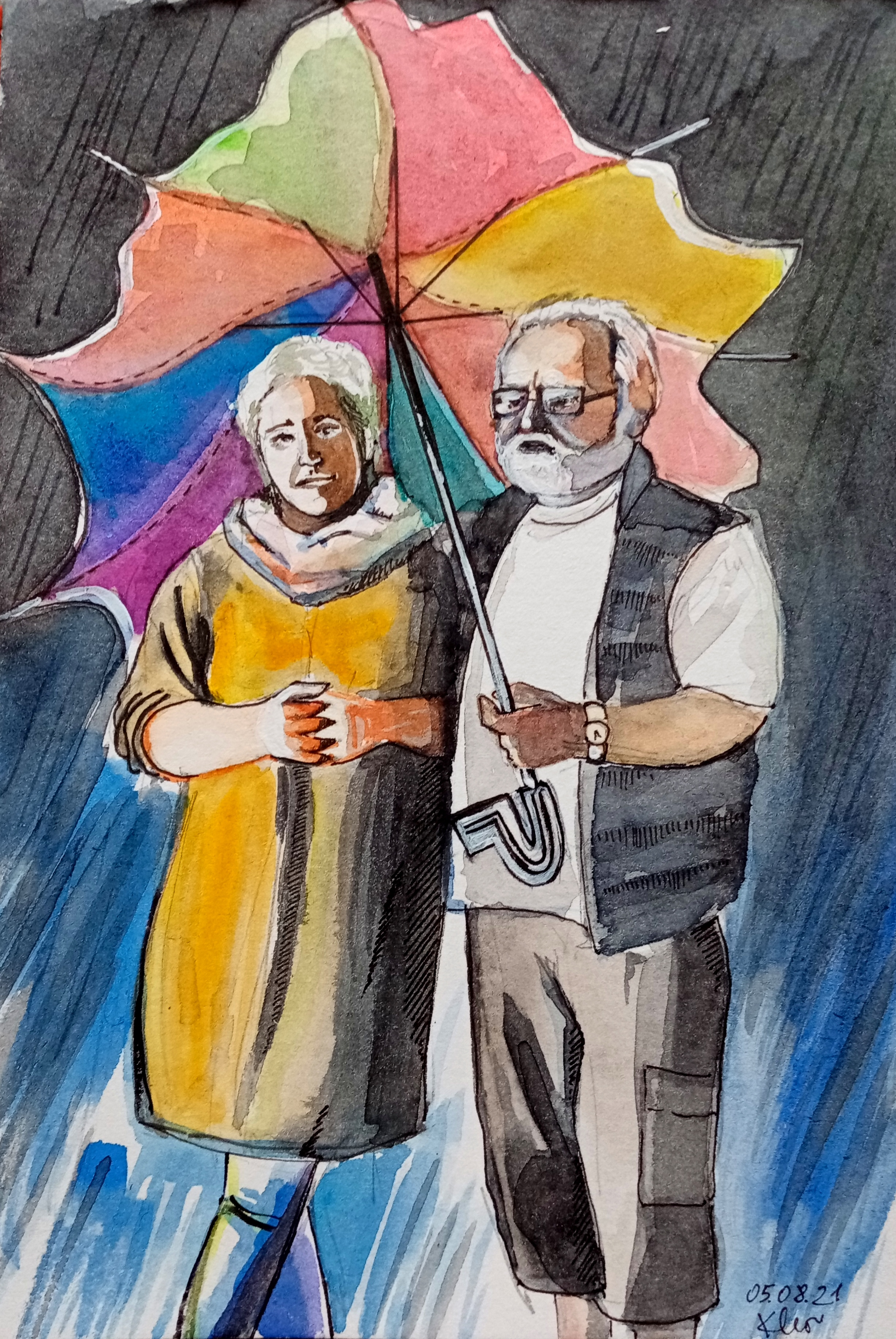
Tatjana Vadalazjskaja och Uladzimir Mackievitj tänker Belarus.

Uladzimir Uladzimiravitj Matskevitj (belarusiska: Уладзімір Уладзіміравіч Мацкевіч, ryska: Владимир Владимирович Мацкевич: Vladimir Vladimirovitj Matskevitj), född 14 maj 1956 i Tsjeremchovo i Irkutsk oblast i RSFSR i Sovjetunionen (nu Ryssland) är en belarusisk filosof (metodolog), social och politisk aktivist. Han greps den 4 augusti 2021 av de vitryska myndigheterna. Människorättsorganisationer förklarade honom som politisk fånge. 
Hans föräldrar deporterades till Sibirien där Matskevitj föddes. Familjen rehabiliterades dock snart och återvände 1966 till Vitryska SSR. Matskevitj avlade examen i psykologi vid Statliga universitetet i Leningrad. Han var starkt influerad av Georgij Sjtjedrovitskij och den metodologiska cirkeln i Moskva. 
I slutet av 1980-talet bodde Matskevitj i Lettiska SSR (nu Lettland) och deltog i perestrojkan där. År 1994 återvände han till Vitryssland. På 1990-talet deltog Matskevitj i olika valkampanjer som kandidat och som spinndoktor. Han var också rådgivare for tre partier som slogs samman till Förenade medborgarpartiet. Karta 97 bildades också med hans deltagande. Matskevitj har sedan länge kritiserat landets president Aleksandr Lukasjenko, 2011 karakteriserade han den politiska situationen i Vitryssland som en "personlig diktatur som upprättar krigslagar". Han stödde protesterna efter presidentvalet 2020 och kallade Lukasjenko för den "illegitime presidenten". I februari 2021 välkomnade Matskevitj uppkomsten av den gemensamma oppositionens nyligen publicerade strategi men kritiserade mycket av dess innehåll.
Åren 1994 och 1996 deltog Matskevitj i utvecklingen av två projekt för utbildningsreformer på begäran av Vitrysslands utbildningsministerium, men dessa projekt förverkligades aldrig. 2007 deltog Matskevitj i skapandet av organisationen Eurobelarus som är medlem i östliga partnerskapets civilsamhällesforum. Han grundade och ledde också organisationen for humanteknologi (ryska: Агентство гуманитарных технологий). Matskevitj skapade tillsammans med sociologen Tatjana Vadalazjskaja det "flygande universitetet" (ryska: Летучий университет) som fokuserade på utvecklingen av kritiskt tänkande.
Han fängslades den 4 augusti 2021. Tatjana Vadalazjskaja och flera andra honom närstående aktivister greps samma dag. Den 6 augusti förklarade 8 vitryska människorättsorganisationer honom som politisk fånge i ett gemensamt uttalande. Han anklagades för "organisering av handlingar som grovt kränker allmän ordning" enligt artikel 342 i Vitrysslands strafflag.
Under 2011 hade han mer än 50 publikationer.